# Toumani Diabaté
Toumani Diabaté (Bamako, 10 augustus 1965 – aldaar, 19 juli 2024) was een Malinees koraspeler.

## Korte biografie
Hij stamt uit een familie van korabespelers. Zijn vader, Sidiki Diabaté, nam in 1970 het eerste kora-album op en zijn nicht Sona Jobarteh is een van de eerste vrouwelijke kora-spelers.
Diabaté heeft diverse malen in Nederland opgetreden. Zijn eerste optreden in Nederland was in 1987 in Rasa (Utrecht).
In 1987 bracht Diabaté zijn eerste album in het westen uit. Op dit album, Kaira geheten, is alleen Diabaté met zijn kora te horen. Het werd in één middag opgenomen in Londen, en wordt nog steeds beschouwd als een van de beste kora-soloalbums.
Diabaté speelt niet alleen traditionele Malinese muziek maar heeft ook samengewerkt met muzikanten uit andere culturen. Samen met de flamencogroep Ketama vormde hij onder de naam Songhai een groep die twee albums uitbracht: Songhai I en Songhai II. Met Kulanjan bracht hij ook een gedenkwaardig album uit, waarbij hij in samenwerking met de Amerikaanse blues muzikant Taj Mahal de kloof overbrugde tussen Afrikaanse muziek en de muziek van zwarte Amerikanen. Zijn MALIcool is een ongewone maar succesvolle samenwerking met de Amerikaanse jazz-trombonist Roswell Rudd. Diabaté werkte ook samen met de IJslandse zangeres en songwriter Björk op haar album Volta (2007).
In 1999 bracht Diabaté in samenwerking met Ballake Sissoko het album New Ancient Strings uit, en in september 2005 In the Heart of the Moon waarop hij samenwerkte met zijn mentor Ali Farka Touré. Dit album won in 2006 een Grammy voor 'Best Traditional World Music Album'. Op 25 juli 2006 bracht Diabaté het album Boulevard de l'Independance uit, dat hij had opgenomen met zijn 'The Symmetric Orchestra'. In the Heart of the Moon en Boulevard de l'Independance maken beide deel uit van de Hotel Mandé sessies die door Nick Gold zijn opgenomen en op World Circuit zijn uitgebracht. Zowel Boulevard als Hotel Mandé zijn verwijzingen naar bekende locaties in Bamako, de hoofdstad van Mali.
'The Symmetric Orchestra' bestaat uit muzikanten (voornamelijk griots) uit het oude Koninkrijk Mali van West-Afrika. Ze bespelen zowel traditionele instrumenten als de kora, djembé, balafoon en bolombatto, als moderne zoals de gitaar en keyboard.
Diabaté was in 2006 te zien op het WOMAD Festival (UK), het Roskilde Festival in Denemarken, en op het Sziget Festival in Boedapest. In 2007 deed hij onder meer Festival Mundial in Tilburg en het Glastonbury Festival aan en toerde hij door de VS.
Diabaté overleed op 19 juli 2024 op 58-jarige leeftijd.